# Наш милый доктор
«Наш милый доктор» — советская кинокомедия, фильм — музыкальное ревю режиссёра Шакена Айманова, выпущенный киностудией «Казахфильм» в 1957 году. Премьера состоялась в марте 1958 года в Алма-Ате и 12 июня 1958 года в Москве.

## Сюжет
Семнадцать лет трудится в санатории вблизи Алма-Аты доктор Анатолий Николаевич Лавров. Девиз доктора: «Радовать человеческие сердца так же важно, как и лечить их». В день его шестидесятилетия сотрудники санатория решили сделать доктору подарок — концерт артистов, которых он лечил. Бибигуль, Такен и Мурат объезжают артистов, задавая один и тот же вопрос: «Свободны ли они сегодня вечером?». Однако все артисты отвечают, что они, к сожалению, заняты. В финале все исполнители оказываются на юбилее доктора, и выясняется, что заняты они были, потому что должны были принимать участия в концерте для юбиляра.

## В ролях
- Юрий Померанцев — Доктор, Анатолий Николаевич Лавров
- Роза Исмаилова — Бибигуль Турсунова
- Евгений Диордиев — Филькин Спиридон Степанович
- Ермек Серкебаев — Такен
- Мулюк Суртубаев — Мурат
- Валентина Старжинская — Ксения Павловна (поёт Нина Поставничева)

### В фильме участвовали
- Шакен Айманов — драматический актёр
- Лола Абдукаримова — актриса
- Ришат Абдулин
- Муслим Абдулин
- Хадиша Букеева — драматическая актриса
- Шара Жиенкулова — балетмейстер
- Серке Кожамкулов — Серке
- Рахия Койшибаева — старший лейтенант
- Каукен Кенжетаев — оперный певец
- Бибигуль Тулегенова — певица

### В эпизодах
- Мухтар Бахтыгиреев — секретарь
- Дина Джангозина — танцовщица
- Танат Жайлибеков — парикмахер
- Хадиша Жиенкулова
- Камал Кармысов — Казакбаев, фокусник
- Зинаида Морская — уборщица
- А. Лихачёва
- Л. Ольшевский — Сицилиан Аристархович
- Евгений Попов — старшина милиции Сидоренко

## Съёмочная группа
- сценарий и текст песен Якова Зискинда
- постановка Шакена Айманова
- режиссёр — Александр Карпов
- главный оператор — Марк Беркович
- художник — Юрий Вайншток
- музыка Александра Зацепина
- звукооператор — Лина Додонова
- директор картины — Ф. Лелюх
- мультипликация Юрия Меркулова
- Оркестр Всесоюзного радио, дирижёр Виктор Кнушевицкий

## Интересные факты
- У Шакена Айманова, как постановщика фильма, была задумка сделать ревю, где будет представлено лучшее сценическое искусство Казахской ССР, певцы и драматические актёры того времени. В разговоре с Юрием Померанцевым Шакен Айманов говорил: «Я мог бы пригласить любого актёра из Ленинграда, любую звезду из Москвы, но мне хочется сделать фильм только с актёрами Алма-Аты».
- По фильму «Наш милый доктор» можно судить об искусстве Казахстана конца 1950-х годов. Единственная, кто была приглашена «со стороны» — это рижская актриса В. Старжинская. Она сыграла секретаршу Ксению Павловну. Айманов пригласил её, потому что в то время в Алма-Ате гастролировал Рижский театр русской драмы, он увидел актрису на спектакле и она ему понравилась.
- В фильме показан отрывок из спектакля «Укрощение строптивой» — театральной легенды прошлого века: Шакен Айманов и Хадиша Букеева играют сцену на русском языке.
- Индийский танец исполнила Дина Джангозина, которая до этого фильма была артисткой вспомогательного состава (кордебалета). Дина присутствовала на премьере фильма «Наш милый доктор» в декаде казахского искусства и литературы в Москве, после чего восемнадцатилетнюю артистку наградили орденом «Знак Почёта», и она поступила на балетмейстерский факультет ГИТИСа.

## Награды
- Поощрительный диплом ВКФ-59 в Киеве (Алма-Атинской к/ст);
- Памятные дипломы участия актёру Е. Серкебаеву и режиссёру Ш. Айманову МКФ стран Азии и Африки в Ташкенте-58.
- Ретроспектива — Триест, Италия, январь 2004 года.

## Дополнительные факты

Памятник Померанцеву перед театром Лермонтова в городе Алма-Ата

- Фильм «Наш милый доктор» являлся дебютом в кино композитора Александра Зацепина.
- Юрию Померанцеву было всего 33 года, когда он исполнил роль шестидесятилетнего доктора Лаврова.
- Съёмки фильма проходили в санатории Туркестанского военного округа (САВО, Среднеазиатского военного округа). В настоящее время санаторий разрушен, земли его распроданы, на месте его сада построен фитнес-центр Luxor и частные жилые дома.
- В фильме есть уникальные кадры озера Иссык до катастрофы в 1963 году.
- Новая редакция фильма вышла в 1974 году.
- В 2011 году фильм был отреставрирован и заново колоризирован на киностудии «Казахфильм».
- Перед театром Лермонтова в Алма-Ате, в котором играл Юрий Померанцев, актёру установлен памятник 15 июня 2023 года в образе доктора из фильма.[1]